# Atletiek op de Olympische Zomerspelen 1896 – kogelstoten mannen
Het kogelstoten voor mannen was een van de twee werp evenementen op het programma van het Atletiek op de Olympische Zomerspelen 1896. Er deden zeven atleten uit 5 verschillende landen mee met het kogelstoten op 7 april.

## Resultaten
| Plaats | Land | Atleet                  | Afstand  |
| ------ | ---- | ----------------------- | -------- |
| 1      | USA  | Bob Garrett             | 11.22 m  |
| 2      | GRE  | Miltiades Gouskos       | 11.03 m  |
| 3      | GRE  | Georgios Papasideris    | 10.36 m  |
| 4      | GBR  | George Stuart Robertson | 9.95 m   |
| 5      | FRA  | Albert Adler            | onbekend |
| 6      | GRE  | Sotirios Versis         | onbekend |